# Edward Sels
Edward Sels, detto Ward (Vorselaar, 27 agosto 1941), è un ex ciclista su strada belga.
Professionista tra il 1962 ed il 1972, vinse un Giro delle Fiandre, una Parigi-Bruxelles e sette tappe al Tour de France.

## Carriera
Corridore dotato di fondo e spunto finale, da dilettante si fece notare per la vittoria nel Giro delle Fiandre di categoria nel 1962. Passato professionista il 3 luglio 1963, fino al 1966 fu gregario del fortissimo passista belga Rik Van Looy, soprannominato l'imperatore di Herentals, che lo aveva prescelto come suo "delfino", riuscendo a imporsi, in quelle stagioni e nelle seguenti, sia in corse in linea che in tappe dei tre Grandi Giri.
Nel 1964 vinse quattro tappe al Tour de France, vestendo anche la maglia gialla per i primi due giorni di gara, una tappa alla Vuelta a España e il titolo nazionale belga; l'anno dopo si aggiudicò una tappa al Tour de France e la Parigi-Bruxelles, mentre nel 1966 vinse ancora due tappe al Tour de France e il Giro delle Fiandre. Conquistò poi una tappa al Giro d'Italia 1968 e una alla Vuelta a España 1969. Lasciò l'attività agonistica al termine del 1972.
Anche il fratello minore Karel fu ciclista professionista, anche se per un solo anno, nel 1975. La sorella Rosa è stata una campionessa di ciclismo su strada, vincendo il Campionato ciclistico nazionale del Belgio nel 1960.

## Palmarès
- 1962

Giro delle Fiandre dilettanti
- 1963

Kortrijk-Galmaarden
Bruxelles-Liège
- 1964

1ª tappa, 1ª semitappa Vuelta a España (Benidorm > Benidorm)
1ª tappa Parigi-Nizza (Fontainebleau > Auxerre)
9ª tappa Parigi-Nizza (Nizza > Nizza)
4ª tappa Tour de Luxembourg (Diekirch > Esch-sur-Alzette)
1ª tappa Tour de France (Rennes > Lisieux)
11ª tappa Tour de France (Tolone > Montpellier)
14ª tappa Tour de France (Andorra la Vella > Tolosa)
19ª tappa Tour de France (Bordeaux > Brive-la-Gaillarde)
Campionato belga Prova in linea (Vielsalm)
2ª tappa Paris-Luxembourg (Charleville > Lussemburgo)
- 1965

2ª tappa Giro di Sardegna (Nuoro > Olbia)
3ª tappa Giro del Belgio (Namur > Ostenda)
Parigi-Bruxelles
7ª tappa Tour de France (La Baule-Pornichet > La Rochelle)
4ª tappa Paris-Luxembourg (Charleville > Lussemburgo)
- 1966

Grote Bankprijs (Roeselare)
Giro delle Fiandre
6ª tappa Tour de France (Caen > Angers)
22ª tappa, 1ª semitappa Tour de France (Orléans > Rambouillet)
Schaal Sels (Merksem)
- 1967

2ª tappa, 2ª semitappa GP de Porto
5ª tappa, 1ª semitappa GP de Porto
1ª tappa Vuelta a Andalucía (Malaga > Malaga)
3ª tappa Vuelta a Andalucía (Nerja > Granada)
4ª tappa Vuelta a Andalucía (Granada > Cordova)
7ª tappa Vuelta a Andalucía (El Puerto de Santa María > La Línea de la Concepción)
Tour du Limbourg
5ª tappa, 1ª semitappa Quatre Jours de Dunkerque (Dunkerque > Wormhoudt)
Flèche anversoise
Gran Premio del Canton Argovia
Circuit des Frontiéres (Templeuve)
- 1968

Schaal Sels (Merksem)
3ª tappa, 1ª semitappa Quatre Jours de Dunkerque (Maubeuge > Valenciennes)
4ª tappa Giro d'Italia (Alba > Sanremo)
Grote Scheldeprijs (Schoten)

### Altri successi
- 1962

Brussel-Zepperen
Kermesse di Sint-Lenaarts
- 1963

Criterium di Antoing
Elfstedenronde (Bruges)
Grand Prix du Printemps (Hannut)
Kermesse di Hoogstraten
Kermesse di Machelen
Kermesse di Sint-Lenaarts
- 1964

2 giorni in maglia gialla al Tour de France
Criterium di Auvelais
Circuito di Borgosesia
Criterium di Braine-le-Comte
Criterium di Dendermonde
Criterium di Herentals
Criterium di Heusden
Kermesse di Oostrozebeke
Criterium di Opwijk
Criterium di Waregem
Criterium di Woluwe-Saint-Lambert
- 1965

Classifica a punti Giro del Belgio
Criterium di Ath
Kermesse di Eeklo
Criterium di Hechtel
Criterium di Issoire
Criterium di Lebbeke
Criterium di Lokeren
Criterium di Londerzeel
Kermesse di Mol
Criterium di Pulle
Criterium di Saint-Claud
Criterium di Vorselaar
Kermesse di Westerlo
Kermesse di Zwevegem
- 1966

Criterium di Aalst
Criterium di Herentals
Kermesse di Laarne
Criterium di Libramont
Kermesse di Mol
Criterium di Rumbeke
Criterium di Stabroek
Criterium di Woluwe-Saint-Lambert
- 1967

Criterium di Breendonk
Kermesse di Essen
Criterium di Garancières-en-Beauce
Criterium di Hensies
Kermesse di Heultje
Criterium di Kalmthout
Kermesse di Stekene
Kermesse di Tessenderlo
Kermesse di Westerlo
- 1968

Criterium di Auvelais
Kermesse di Herne
Criterium di Honselersdijk
Kermesse di Sint-Katelijne-Waver
Criterium di Sint-Niklaas
- 1969

Criterium di Vorselaar
- 1970

Kermesse di Knokke

## Piazzamenti

### Grandi Giri
- Giro d'Italia

1968: ritirato
- Tour de France

1964: 33º
1965: ritirato (10ª tappa)
1966: 38º
1968: ritirato (3ª tappa, 2ª semitappa)
- Vuelta a España

1964: ritirato
1969: 54º

### Classiche monumento
- Milano-Sanremo

1964: 8º
1965: 77º
1966: 26º
1968: 4º
1970: 92º
1972: 60º
- Giro delle Fiandre

1964: 4º
1965: 2º
1966: vincitore
1967: 19º
1968: 17º
1970: 26º
1972: 24º
- Parigi-Roubaix

1964: 12º
1965: 2º
1966: 33º
1967: 5º
1968: 4º
1969: 11º
1970: 12º
- Liegi-Bastogne-Liegi

1966: ritirato

### Competizioni mondiali
- Campionato del mondo

Sallanches 1964 - In linea professionisti: 36º
Lasarte-Oria 1965 - In linea professionisti: 14º
Nürburgring 1966 - In linea professionisti: ritirato